# باشگاه فوتبال دیوونشایر کوگرز
دیوونشایر کوگرز یک باشگاه فوتبال مستقر در دیوونشایر، برمودا و در لیگ دسته برتر برمودا است. رنگ تیم سبز و زرد است.